# Empaste
En odontología, se utiliza el término obturación dental para definir lo que comúnmente se conoce como «empastar» y que consiste en limpiar la cavidad resultante de una caries para luego rellenarla con algún material. Este proceso rehabilita así la anatomía dental para una apropiada estética, función, masticación y oclusión de los dientes con sus antagonistas y consigue un buen sellado que impide que vuelva a producirse la lesión cariosa. Cuando se realizan obturaciones complejas, el proceso se llama reconstrucción dental.
Las obturaciones son de dos tipos amplios, directas e indirectas, y se clasifican además por ubicación y tamaño. Un relleno de conducto radicular, por ejemplo, es una técnica de restauración utilizada para rellenar el espacio donde normalmente reside la pulpa dental.
En términos de alimento, una persona puede sufrir una empastacion derivada de exceso de azúcar, tiene una sensación de empaste en el sistema digestivo.

## ¿Cuándo se requiere poner un empaste?[2]
- Cuando hay caries.
- Para prevenir las caries. En estos casos se efectúa una restauración superficial que sella los surcos profundos. Es decir, los que son complicados de limpiar.

- Cuando se ha roto algún diente pero queda diente suficiente para sostener una restauración. Así, no es necesaria la colocación de una funda dental.
- Cuando existe desgaste en alguna pieza dental.
- Para disminuir la sensibilidad en algún diente.
- Cuando hay hipoplasia del esmalte en algún diente.
- En algunos casos de correcciones estéticas.

## ¿Cuándo está contraindicado un empaste dental
Por lo general, un empaste está contraindicado en dos casos claros:
- Por daño en los dientes anteriores causado por el desgaste propio del bruxismo.
- Cuando el espacio que debe sostener el nuevo empaste es demasiado pequeña hay un gran riesgo tanto de perder el empaste dental nuevo como de una fractura dental más grande que impida otro tipo de restauración.

## Preparación del diente

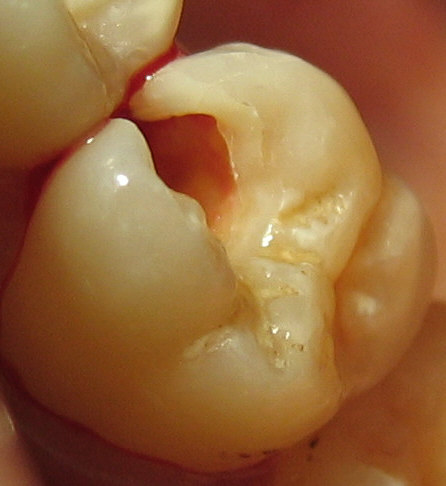
Diente #3, primer molar superior derecho, con inicio de preparación. Al observar la preparación, el esmalte exterior blanco parece intacto, mientras que la dentina subyacente amarilla parece hundida. Esto se debe a que la dentina se deterioró y, por lo tanto, se eliminó. Esta parte del esmalte ahora no tiene soporte y debe eliminarse para evitar futuras fracturas.

Restaurar un diente a una buena forma y función requiere dos pasos:
- preparar el diente para la colocación de material o materiales de restauración, y
- colocación de estos materiales.

El proceso de preparación generalmente implica cortar el diente con una pieza de mano dental rotatoria y fresas dentales , un láser dental o mediante abrasión con aire para hacer espacio para los materiales de restauración planificados y para eliminar cualquier caries dental o partes del diente que no sean estructuralmente sólidas. Si la restauración permanente no se puede realizar inmediatamente después de la preparación del diente, se puede realizar una restauración temporal.
El diente preparado, listo para la colocación de materiales de restauración, generalmente se denomina preparación dental . Los materiales utilizados pueden ser oro, amalgama, resinas dentales compuestas, cemento de ionómero de vidrio o porcelana, entre otros.
Las preparaciones pueden ser intracoronales o extracoronales. Las preparaciones intracoronales son aquellas que sirven para mantener el material de restauración dentro de los límites de la estructura de la corona de un diente. Los ejemplos incluyen todas las clases de preparaciones de cavidades para resinas compuestas o amalgama, así como para incrustaciones de oro y porcelana . También se realizan preparaciones intracoronales como recipientes femeninos para recibir los componentes masculinos de prótesis parciales removibles. Las preparaciones extracoronales proporcionan un núcleo o una base sobre la cual se colocará el material de restauración para que el diente vuelva a tener una estructura funcional y estética. Los ejemplos incluyen coronas y recubrimientos, así como carillas.
Al preparar un diente para una restauración, una serie de consideraciones determinarán el tipo y la extensión de la preparación. El factor más importante a considerar es la descomposición . En su mayor parte, la extensión de la caries definirá la extensión de la preparación y, a su vez, el método subsiguiente y los materiales apropiados para la restauración.
Otra consideración es la estructura dental sin soporte. Al preparar el diente para recibir una restauración, se elimina el esmalte sin soporte para permitir una restauración más predecible. Si bien el esmalte es la sustancia más dura del cuerpo humano, es particularmente frágil y el esmalte sin soporte se fractura fácilmente.
Una revisión sistemática concluyó que para los dientes de leche (primarios) cariados, colocar una corona de metal comercial sobre el diente ( técnica de Hall ) o eliminar solo parcialmente la caries (también conocida como "extracción selectiva"  ) antes de colocar una el relleno puede ser mejor que el tratamiento convencional de eliminar todas las caries antes del relleno. Para los dientes adultos (permanentes) con caries, la eliminación parcial (también conocida como "eliminación selectiva"  ) de la caries antes de rellenar el diente, o la adición de una segunda etapa a este tratamiento en la que se elimina más caries después de varios meses, puede ser mejor que el tratamiento convencional.

## Restauraciones directas
Esta técnica consiste en colocar un empaste blando o maleable en el diente preparado y construir el diente. Luego se endurece el material y se restaura el diente. Cuando falta una pared del diente y es necesario reconstruirla, se debe usar una matriz antes de colocar el material para recrear la forma del diente, para que se pueda limpiar y evitar que los dientes se peguen entre sí. Generalmente se prefieren las matrices seccionales a las circunferenciales cuando se colocan restauraciones de resinas compuestas, ya que favorecen la formación de un punto de contacto. Esto es importante para reducir las quejas de los pacientes sobre la retención de alimentos entre los dientes. Sin embargo, las matrices seccionales pueden ser más sensibles a la técnica de uso, por lo que se requiere cuidado y habilidad para evitar problemas en la restauración final. La ventaja de las restauraciones directas es que suelen fraguar rápidamente y se pueden colocar en un solo procedimiento. El dentista tiene una variedad de diferentes opciones de relleno para elegir. Por lo general, se toma una decisión en función de la ubicación y la gravedad de la cavidad asociada. Dado que se requiere que el material fragüe mientras está en contacto con el diente, se pasa energía limitada (calor) al diente desde el proceso de fraguado.

## Restauraciones indirectas

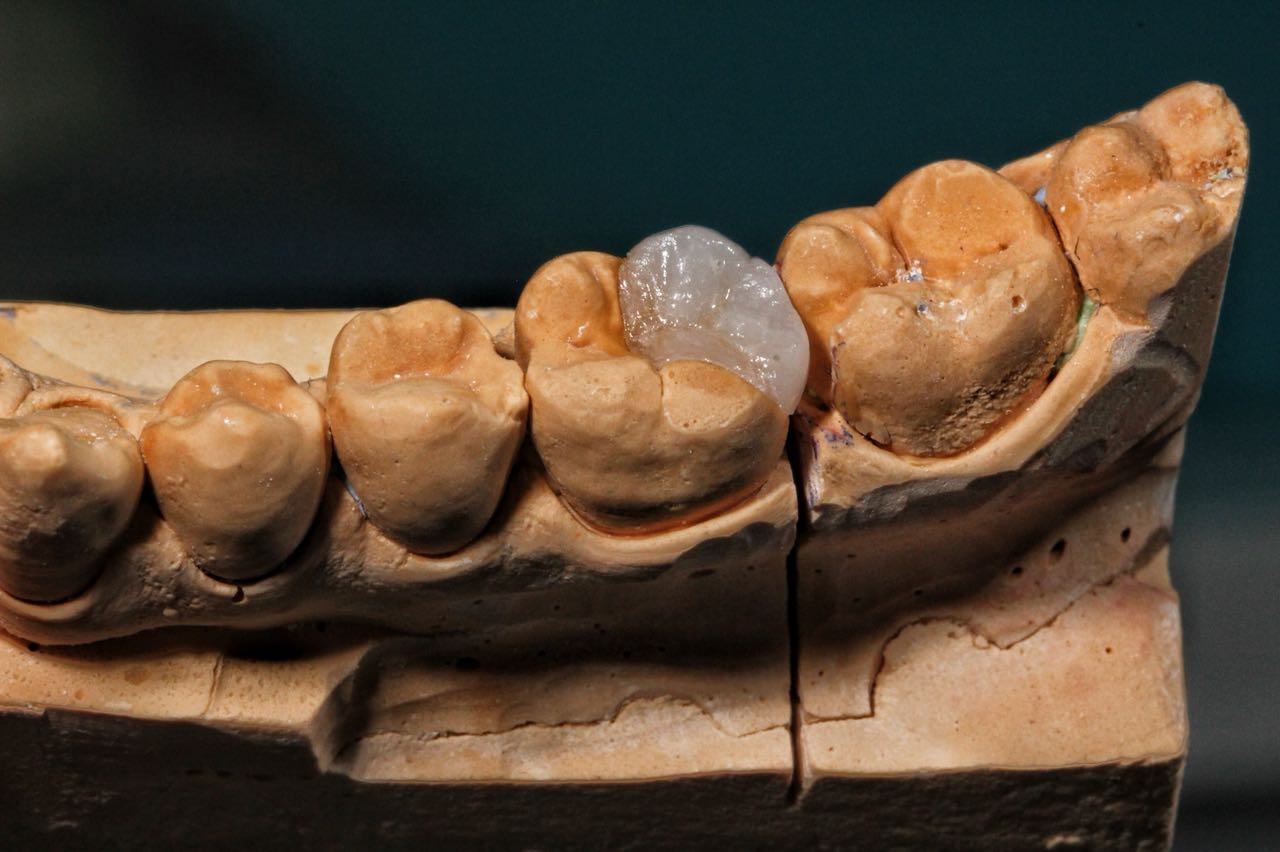
Una restauración indirecta fabricada sobre un modelo de cerámica Ips emax lista para ser cementada sobre la estructura del diente natural.

En esta técnica, la restauración se fabrica fuera de la boca utilizando las impresiones dentales del diente preparado. Las restauraciones indirectas comunes incluyen inlays y onlay, coronas, puentes y carillas. Por lo general, un técnico dental fabrica la restauración indirecta a partir de los registros proporcionados por el dentista. La restauración terminada generalmente se une permanentemente con un cemento dental. A menudo se realiza en dos visitas separadas al dentista. Las restauraciones indirectas comunes se realizan con oro o cerámica.
Mientras se prepara la restauración indirecta, a veces se usa una restauración provisoria/temporal para cubrir el diente preparado y ayudar a mantener los tejidos dentales circundantes.
Las prótesis dentales removibles (principalmente prótesis dentales ) a veces se consideran una forma de restauración dental indirecta, ya que están hechas para reemplazar los dientes perdidos. Existen numerosos tipos de aditamentos de precisión (también conocidos como restauraciones combinadas) para ayudar a la unión protésica removible a los dientes, incluidos imanes, clips, ganchos e implantes que pueden verse como una forma de restauración dental.
El método CEREC es un procedimiento de restauración CAD/CAM en el consultorio. Se toma una impresión óptica del diente preparado usando una cámara. A continuación, el software específico toma la fotografía digital y la convierte en un modelo virtual 3D en la pantalla del ordenador. Se coloca en la fresadora un bloque de cerámica que coincide con el color del diente. Una restauración totalmente cerámica del color del diente está terminada y lista para adherirse en su lugar.
Otro método de fabricación es importar STL y archivos CAD dentales nativos a productos de software CAD/CAM que guían al usuario a través del proceso de fabricación. El software puede seleccionar las herramientas, las secuencias de mecanizado y las condiciones de corte optimizadas para tipos particulares de materiales, como titanio y zirconio, y para prótesis particulares, como cofias y puentes. En algunos casos, la naturaleza intrincada de algunos implantes requiere el uso de métodos de mecanizado de 5 ejes para llegar a cada parte del trabajo.

## Materiales de las obturaciones
Las más comunes son las resinas compuestas, la amalgama, el oro cohesivo (en desuso), los ionómeros de vidrio, los compómeros y los cementos dentales como el hidróxido de calcio, oxifosfato de zinc y eugenol. La amalgama de plata y mercurio ha caído en desuso debido a su falta de estética y a la progresiva disminución de las actividades que emplean mercurio por su toxicidad.
No existe una terminología uniformemente aceptada, pero en general se llama empaste a una obturación pequeña, mientras que si es de tamaño mayor y afecta a una cara completa de una pieza dental se llama reconstrucción y gran reconstrucción a rehacer una parte importante de la anatomía del diente.

### Amalgama
Las amalgamas son aleaciones formadas por una reacción entre dos o más metales, uno de los cuales es el mercurio. Es un material restaurador duro y de color gris plateado. La amalgama, uno de los materiales de restauración directa más antiguos que aún se utilizan, se utilizó ampliamente en el pasado con un alto grado de éxito, aunque recientemente su popularidad ha disminuido debido a una serie de razones, como el desarrollo de materiales de restauración adheridos alternativos, el aumento de la demanda de restauraciones más estéticas y las percepciones públicas relativas a los posibles riesgos para la salud del material.
La composición de la amalgama dental está controlada por la Norma ISO para la aleación de amalgama dental (ISO 1559). Los principales componentes de la amalgama son plata, estaño y cobre. También están presentes otros metales y pequeñas cantidades de elementos menores como el zinc, el mercurio, el paladio, el platino y el indio. Las versiones anteriores de las amalgamas dentales, conocidas como amalgamas "convencionales", estaban compuestas por al menos un 65 % en peso de plata, un 29 % en peso de estaño y menos de un 6 % en peso de cobre. Las mejoras en la comprensión de la estructura de la amalgama después de 1986 dieron lugar a las aleaciones de amalgama enriquecidas con cobre, que contienen entre un 12 y un 30 % de cobre y al menos un 40 % de plata. El mayor nivel de cobre mejoró la reacción de fraguado de la amalgama, proporcionando una mayor resistencia a la corrosión y una fuerza temprana después del fraguado.
Las posibles indicaciones de la amalgama son las restauraciones de carga en cavidades de tamaño medio a grande en dientes posteriores, y en reconstrucciones de muñones cuando la restauración definitiva será una restauración indirecta colada, como una corona o un puente retenedor. Las contraindicaciones de la amalgama son si la estética es primordial para el paciente debido al color del material. Las amalgamas deben evitarse si el paciente tiene antecedentes de sensibilidad al mercurio o a otros componentes de la amalgama. Además, la amalgama se evita si hay una gran pérdida de sustancia dental que no permite producir una cavidad retentiva, o si se requiere una eliminación excesiva de sustancia dental sana para producir una cavidad retentiva.
Las ventajas de la amalgama incluyen la durabilidad: si se coloca en condiciones ideales, hay pruebas de un buen rendimiento clínico a largo plazo de las restauraciones. El tiempo de colocación de la amalgama es más corto comparado con el de las resinas compuestass y la restauración puede completarse en una sola cita. El material también es más resistente a la técnica en comparación con las restauraciones de resinas compuestas utilizadas para este fin. La amalgama dental también es radiopaca, lo que resulta beneficioso para diferenciar el material entre los tejidos dentales en las radiografías para diagnosticar caries secundarias. El coste de la restauración suele ser más barato que el de las restauraciones de resinas compuestas.
Las desventajas de la amalgama son, entre otras, sus escasas cualidades estéticas debido a su color. La amalgama no se adhiere fácilmente al diente, por lo que depende de formas mecánicas de retención. Ejemplos de ello son los rebajes, las ranuras o los postes radiculares. En algunos casos puede ser necesario eliminar una cantidad excesiva de estructura dental sana. Por lo tanto, se utilizan materiales alternativos a base de resina o de cemento de ionómero de vidrio para restauraciones más pequeñas, incluyendo caries de fosas y fisuras pequeñas. También existe el riesgo de que se produzca una ruptura marginal en las restauraciones. Esto puede deberse a la corrosión, que puede dar lugar a la "fluencia" y al "hundimiento" de la restauración. La fluencia puede definirse como la lenta tensión interna y la deformación de la amalgama bajo tensión. Este efecto se reduce al incorporar cobre a las aleaciones de amalgama. Algunos pacientes pueden experimentar reacciones de sensibilidad local a la amalgama.
Aunque el mercurio de la amalgama curada no está disponible como mercurio libre, la preocupación por su toxicidad ha existido desde la invención de la amalgama como material dental. Está prohibida o restringida en Noruega, Suecia y Finlandia.

### Resina compuesta

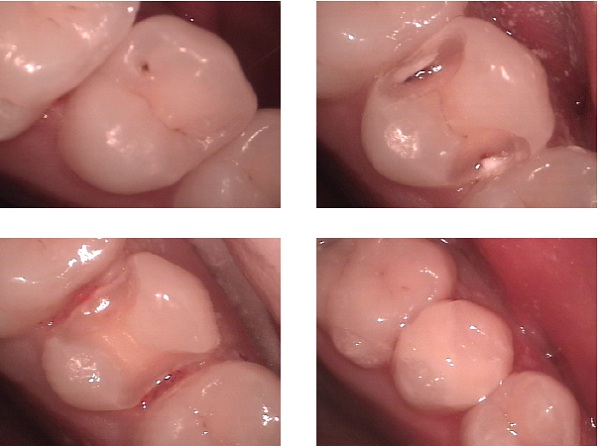
Restauración dental con resina compuesta.

Las resinas compuestas dentales, comúnmente descritas a los pacientes como "empastes blancos", son un grupo de materiales restauradores utilizados en odontología. Pueden utilizarse en restauraciones directas para rellenar las cavidades creadas por la caries dental y los traumatismos, en reconstrucciones menores para restaurar el desgaste de los dientes (pérdida de la superficie dental no cariada) y para rellenar pequeños espacios entre los dientes (carilla labial). Los composites dentales también se utilizan como restauración indirecta para hacer coronas e incrustaciones en el laboratorio.
Estos materiales son similares a los utilizados en las obturaciones directas y son del color del diente. Su resistencia y durabilidad no es tan alta como la de las restauraciones de porcelana o metal y son más propensos al desgaste y la decoloración. Al igual que otros materiales compuestos, una resina dental compuesta suele consistir en una matriz a base de resina, que contiene un metacrilato o acrilato modificado. Dos ejemplos de estos monómeros comúnmente utilizados son el bisfenol A-metacrilato de glicidilo (BISMA) y el dimetacrilato de uretano (UDMA), junto con el tri-etilenglicol dimetacrilato (TEGMA). El TEGMA es un comonómero que puede utilizarse para controlar la viscosidad, ya que el Bis GMA es una molécula grande con una alta viscosidad, para facilitar el manejo clínico. Se añaden cargas inorgánicas como sílice, cuarzo o diversos vidrios, se añaden para reducir la contracción de la polimerización ocupando volumen y para confirmar la radioopacidad de los productos debido a la translucidez en la propiedad, que puede ser útil en el diagnóstico de la caries dental alrededor de las restauraciones dentales. Las partículas de relleno también dan a las resinas compuestas resistencia al desgaste. Las composiciones varían mucho, con mezclas propias de resinas que forman la matriz, así como vidrios de relleno de ingeniería y cerámicas de vidrio. Se utiliza un agente de acoplamiento como el silano para mejorar la unión entre la matriz de resina y las partículas de relleno. Un paquete de iniciadores comienza la reacción de polimerización de las resinas cuando se aplica energía externa (luz/calor, etc.). Por ejemplo, la alcanforquinona puede excitarse con luz azul visible con una longitud de onda crítica de 460-480 nm para producir los radicales libres necesarios para iniciar el proceso.
Tras la preparación del diente, se utiliza una fina imprimación o agente adhesivo. Las resinas compuestas modernas  fotopolimerizables se aplican y se curan en capas relativamente finas según su opacidad. Después de un cierto curado, se dará forma a la superficie final y se pulirá.